# Мбую Манга, Дени
Дени Мбую Манга (фр. Denis Mbuyu Manga; род. 20 ноября 1939, Кабало) — конголезский юрист, министр внешней торговли Демократической Республики Конго в 2007—2008 гг.
Окончил Брюссельский свободный университет и парижский Институт политических исследований, в 1981 году защитил докторскую диссертацию «Объединение работников в жизни предприятия в Республике Заир» (фр. L'association des travailleurs à la vie de l'entreprise en République du Zaïre) в университете Париж II. Преподавал в Университете Лубумбаши, занимал пост проректора по учебной работе. В 1991—2018 гг. генеральный директор Национальной школы финансов.
28 мая 2007 года был утверждён президентом Демократической Республики Конго Жозефом Кабилой на посту министра внешней торговли в правительстве Антуана Гизенги. Назначение Мбую Манги положило конец четырёхмесячному скандалу в связи с тем, что его номинально занимал вымышленный политик Касонго Илунга. Освободил должность 25 ноября того же года в связи с её упразднением.